# ゲインズ・アダムス
ゲインズ・アダムス（Gaines Adams 1983年6月8日 - 2010年1月17日）はサウスカロライナ州グリーンウッド出身のアメリカンフットボール選手。NFLのタンパベイ・バッカニアーズ、シカゴ・ベアーズでプレーした。ポジションはディフェンシブエンド。

## 経歴

### プロ入りまで
小さい私立高校であるケンブリッジ・アカデミーに所属していた彼は8人制のフットボールチームに所属し、ワイドレシーバー、ディフェンシブエンドとしてプレーした。USCの元QBだったスティーブ・タネヒルに指導されたチームは2000年には4試合で完封勝ちしそのうちの1試合では80-0で勝利した。チームはこの年1敗しかせず、彼は高校時代158回のキャッチで4,394ヤード、65タッチダウンをあげると共に341タックル、10インターセプト、33サックをあげ州のオールスターに2度選ばれた。
2001年、フォーク・ユニオン・ミリタリー・アカデミーに入学し10試合に出場、58タックル、22サック、2インターセプトをあげた。
いくつもの強豪校からオファーのあった彼はクレムゾン大学への進学を決めた。1年次の2003年、彼は控えディフェンシブエンドでありわずか15タックル、1サックの成績に終わった。2年次の2004年には35タックル、8サックをあげると共にスペシャルチームで出場しパントを2度ブロックした。スペシャルチームでのハードワークが目立ちクレムゾンの12人目の守備選手に与えられる賞を受けた。
2年終了時点で彼はNFLドラフトにアーリーエントリーすることも検討したが評価が低かったため引き続き大学に残った。
3年次の2005年に彼は飛躍的成長をとげて、56タックル、9.5サック、3ファンブルフォースの成績をあげた。4年次の2006年にはカレッジフットボール最高のディフェンシブエンドと評価されるようになり全12試合に先発出場、12.5サック、2ファンブルフォース、3ファンブルリカバーの成績をあげた。大学通算28サックをあげたがこれはマイケル・ディーン・ペリー（1984年から1987年在籍）の記録タイであった。またオールアメリカンにも選出された。

### NFL
NFLスカウトコンバインの際に過去にマリファナを吸ったことがあると告白していたものの、2007年のNFLドラフト1巡目全体4位という高い評価を受けてタンパベイ・バッカニアーズに指名された。7月26日に6年間で4600万ドル（1860万ドルは保証された。）の契約を結んだ。この年、第5週のインディアナポリス・コルツ戦でアダム・ビナティエリのFGをブロックした。また第11週のアトランタ・ファルコンズ戦でプロ初サックを決めた。シーズン終了までに彼は35タックル、6サック（この年新人トップ）、2ファンブルフォースの成績を残した。この活躍で彼はNFLオールルーキーチームに選出された。プレーオフのニューヨーク・ジャイアンツ戦でチームは敗れたものの彼は5タックル、1サックをあげた。
2008年第2週のアトランタ・ファルコンズ戦では2サックをあげた。第3週のシカゴ・ベアーズ戦ではオーバータイムにプロ入り後初のインターセプト、そのままリターンTD（プロ初TD）を決めた。第4週のグリーンベイ・パッカーズ戦でもアーロン・ロジャースからインターセプトしチームの勝利に貢献した。第8週のダラス・カウボーイズ戦では2サックを決めたがチームは敗れた。
2009年10月19日、彼は翌年のドラフト2巡指名権と引き替えにシカゴ・ベアーズにトレードされた。彼は10試合に出場し7タックル、1パスブロック、1ファンブルリカバーの成績をあげた。

## 死
2010年1月17日、自宅で倒れていたところをガールフレンドの通報で病院に運ばれたが午前8時21分に死亡が確認された。解剖の結果、拡張型心筋症による心停止であることがわかった。
彼の葬儀にはクレムゾン大学時代の恩師であるトミー・ボーデン、シカゴ・ベアーズヘッドコーチのラビー・スミスら1000人以上が参列した。
2010年シーズン、シカゴ・ベアーズは彼の背番号99をヘルメットにつけてシーズンを戦った。